# قرية جهينة (الموصل)
جهينة هي قرية في العراق تابعة إداراياً إلى ناحية حمام العليل إحدى نواحي قضاء الموصل في محافظة نينوى، وتقع شمال القيارة، ذكرها ياقوت الحموي فيقول: جهينة بلفظ التصغير. وهو علم مرتجل في أبي قبيلة من قضاعة، وسمى به قرية كبيرة من نواحي الموصل على دجلة، وهي أول منزل لمن يريد بغداد من الموصل. وعندها مرج يقال له مرج جهينة. وفيها آثار خرائب واسعة من الحجر والجص تشاهد على يمين الطريق الذاهب من بغداد إلى الموصل، ولم يجر التنقيب والحفر فيها. ينسب إليها الفقيه الصوفي ابن خميس تاج الإسلام الجهني الموصلي المتوفى سنة ( 552ه‍/1157م). له عدة مصنفات منها، مناقب الأبرار ومحاسن الأخيار في طبقات الصوفية.